# رينيه ستيركس
رينيه ستيركس هو لاعب كرة قدم بلجيكي في مركز الوسط، ولد في 18 يناير 1991 في بلجيكا. شارك مع منتخب بلجيكا تحت 19 سنة لكرة القدم ومنتخب بلجيكا تحت 21 سنة لكرة القدم. أما مع النوادي، فقد لعب مع رويال أندرلخت وزولته فاريجيم وسيركل بروج وفاسلاند بيفيرين.

## وصلات خارجية
- رينيه ستيركس على موقع الاتحاد البلجيكي (الإنجليزية)
- رينيه ستيركس على موقع قاعدة بيانات كرة القدم.إي يو (الإنجليزية)
- رينيه ستيركس على موقع Soccerway.com (الإنجليزية)
- رينيه ستيركس على موقع AS.com (الإسبانية)